# Tillandsia cucullata
Tillandsia cucullata är en gräsväxtart som beskrevs av Lyman Bradford Smith. Tillandsia cucullata ingår i släktet Tillandsia och familjen Bromeliaceae. Inga underarter finns listade i Catalogue of Life.